# مابين
مابين (وتعرف أيضا بـ المابين الهمايوني) (بالتركية: Mâbeyn-i Hümâyun) تشير إلى القسم الواقع في القصر السلطاني ما بين الحرم [جناح الحريم] وما بين الدوائر الخارجية في الدولة العثمانية.
وهو المكان الذي كان يقضي السلطان فيه وقته، إن لم يخرج من القصر. ويسمى العامل في دائرة المابين «ما بين جي».